# لان تيانيي
لان تياني (3 مايو 1927 - 8 يونيو 2022)، هو ممثل ورسام صيني. اشتهر بأدواره في دور جيانغ زيا في المسلسل التلفزيوني "استثمار الآلهة".